# A Marcha Nupcial
The Wedding March (bra/prt: A Marcha Nupcial) é um filme de drama mudo norte-americano de 1928, dirigido por Erich von Stroheim, que estrela o filme ao lado de Fay Wray e ZaSu Pitts.

## Conservação
Cópia existe na Biblioteca do Congresso, mas a segunda parte do filme, The Honeymoon, presume-se perdida.